# Алкогольный делирий
Алкого́льный дели́рий, бе́лая горя́чка, состояние отмены алкоголя с делирием, жарг. «белочка», «белка», лат. delirium tremens (дословно — «трясущееся помрачение») — металкогольный психоз, связанный с резким окончанием употребления спиртных напитков и развитием тяжёлого синдрома отмены.
Алкогольный делирий возникает на II–III стадии алкоголизма в период прекращения пьянства. Выражается бредом, обусловленным зрительными, слуховыми и/или тактильными галлюцинациями, помрачением сознания, сопровождается ознобом и повышением температуры. Галлюцинации обычно носят угрожающий характер, часто представлены в образе мелких опасных существ (насекомые, черти). Иногда заканчивается смертью. 
Характерной чертой алкогольного делирия является то, что он не развивается на фоне опьянения, возникая на 2-3 сутки после прекращения употребления спиртных напитков. 
Поскольку человек в данном виде психоза представляет опасность для себя и окружающих, в России, Украине, США и многих других странах он подлежит принудительной госпитализации в психиатрический стационар.

## Лица, подверженные заболеванию
Наиболее часто белая горячка развивается после 5–7 лет употребления алкоголя у лиц, страдающих хроническим алкоголизмом II–III стадии, после длительного запоя либо на фоне ежедневного пьянства в течение нескольких недель или месяцев при его прекращении. Гораздо реже возникает у лиц, не страдающих хроническим алкоголизмом, после длительного употребления алкоголя в больших количествах либо употребления алкогольных суррогатов. Группой риска являются перенёсшие в прошлом тяжёлые заболевания ЦНС или черепно-мозговые травмы. Наконец, у больных, в прошлом перенёсших алкогольный психоз в тяжёлой форме, повторение его возможно даже после приёма небольших доз алкоголя.

## Клинические проявления
Примерно в 30 % случаев психоз начинается в ситуации, когда какое-либо соматическое заболевание вынуждает человека резко прекратить приём алкоголя. Белая горячка начинается обычно на 1-е — 3-и сутки, в отдельных случаях — на 4—6-е сутки после прекращения употребления алкоголя. Ещё до начала собственно психоза в период абстиненции могут проявляться такие симптомы, как головная боль, рвота, нарушения речи и другие неврологические расстройства. У небольшой части больных (около 12 %) развитию делирия предшествуют судорожные припадки.
Первыми симптомами белой горячки со стороны психики являются необъяснимое беспокойство, предчувствие приближающейся беды, ухудшение сна. Соматические проявления — дрожание рук, повышенная потливость, повышение частоты сердцебиения, температуры тела, артериального давления, покраснение лица, глаз. Ухудшается ночной сон, сновидения становятся тяжёлыми и кошмарными, перед засыпанием могут возникать зрительные галлюцинации. В бодрствующем состоянии возможны слуховые и зрительные обманы: звонки, шаги, хлопание дверей, движение теней на периферии зрения («кошка прошмыгнула»).
На 3—4-ю ночь начинается бессонница, сопровождаемая сильными и яркими зрительными галлюцинациями и иллюзиями, в которых часто присутствуют мелкие млекопитающие и насекомые, реже — сказочные, фантастические существа, такие как гномы, эльфы, черти, инопланетяне (отсюда — простонародные выражения «допился до чёртиков», «…до белых коников», «…до розовых слонов»); вообще характер галлюцинаций достаточно индивидуален. Характерны тактильные галлюцинации: больной чувствует, что по его телу ползают насекомые, нередко пытается их ловить, давить, прогонять. Часто больной «слышит» голоса, иногда не касающиеся его, иногда — обращённые к нему и приказывающие что-либо сделать, издевающиеся над ним, называющие пьяницей, дразнящие. Больной становится неадекватен, он полностью захватывается галлюцинациями, начинает «беседовать» с «голосами», пытается отбиваться от мнимых чудовищ, убегать от бандитов, ловить насекомых. Развивается бред (например, бред ревности, бред преследования) или, наоборот, возбуждённое состояние, тяга к «героическим» поступкам, больной пытается рассказывать о своих подвигах, якобы совершённых ранее. Психическое состояние больного нестабильно, периоды возбуждения чередуются с успокоением, агрессии и страха — с благодушием и весельем.
В дневное время психоз может временно отступить — больной становится адекватен, начинает ориентироваться в обстановке, может рассказать о том, что с ним происходило ночью, понимает, что болен. Однако ближе к вечеру психоз начинается снова. Типичная продолжительность психоза — 3—5 суток, в течение которых больной спит очень мало или не спит вообще. Затем психоз проходит, первым признаком улучшения становится появление нормального сна.
Тяжёлая форма белой горячки может закончиться:
- полным выздоровлением;
- выздоровлением с дефектом (органический психосиндром, амнестический синдром);
- летальным исходом (в отсутствие лечения — до 10 % случаев).

Температура тела больного достигает 40 градусов и выше, ускоряются темпы обезвоживания организма, возрастает содержание азота в крови, повышается СОЭ, появляется лейкоцитоз. Помимо различных вегетативных нарушений, которые могут стать причиной тяжёлых заболеваний и смерти, больной может погибнуть от неадекватного опасного поведения либо совершив самоубийство в бредовом состоянии.
У больного, перенёсшего белую горячку, впоследствии после приёма даже незначительного количества алкоголя гораздо легче развиваются делирии и различные болезненные состояния, которые могут привести к смерти.

## Лечение
Больного следует срочно госпитализировать в психиатрический или наркологический стационар. Комплекс мероприятий:
- купирование возбуждения: применяют раствор сибазона, оксибутират натрия[2];
- ликвидация нарушений метаболизма и водно-электролитного баланса: реополиглюкин, гидрокарбонат натрия, панангин[2], обязательно вводят витамины (B1, B6, C и PP);
- устранение гемодинамических расстройств и нормализация дыхания;
- предупреждение или ликвидация нарушения функции почек и печени;
- предупреждение или устранение отёка лёгких и мозга при помощи маннита[2];
- уменьшение гипертермии;
- терапия интеркуррентных заболеваний. При делириях, особенно тяжёлых, и при энцефалопатии Гайе — Вернике всегда нарушается кровообращение в мелких сосудах и введённые подкожно или внутримышечно лекарственные средства всасываются медленно. Для быстрого терапевтического эффекта необходимо вводить их преимущественно внутривенно.

## Предрассудки
С белой горячкой связан ряд широко распространённых предрассудков.
- Приступ белой горячки бывает у пьяного. Белую горячку иногда путают с изменённым состоянием, в котором находится сильно пьяный или находящийся в длительном запое человек. В действительности делирий развивается после прекращения употребления алкоголя, как продолжение абстинентного синдрома.
- Больной агрессивен. В действительности агрессия не обязательна, иногда больной, напротив, находится в весёлом настроении, старается помогать, стремится к героическим поступкам, рассказывает о своих «былых подвигах». Однако даже в подобных случаях необходима срочная госпитализация, так как психическое состояние больного нестабильно, и в любой момент его поведение может резко поменяться.